# Made in USA (rivista)
Made in USA è una fanzine dedicata ai fumetti, fondata a Pisa nel 1990 ed edita da Maurizio Edizioni. Dallo stesso gruppo di appassionati nacquero le fanzine Fumettando, Big Black Brothers Comics & Stories e Boomerang. Fra i collaboratori della fanzine, Matteo Bernardini, Fabio Gadducci, Leo Ortolani. Quest'ultimo, in particolare, pubblicò sulla rivista la seconda e la terza storia di Rat-Man (Tòpin! The Wonder Mouse! sul n. 4 e Dal futuro! sul n. 10), una serie conclusiva di storie sui Fantastici Quattro (nn. 7-10) e alcune altre sue storie (Supermen e The Amazing Spider-Man sul n. 3, The Uncanny X-Men sul n. 4, Il sinistro Loki e The Swamp King! sul n. 5, Ex-Men - Intrappolati nella zona negativa! sul n. 6).

## Numeri
| N. | Storie                   | Storie       | Storie    | Note storia                      | Note albo |
| N. | Titolo                   | Autore       | N. pagine | Note storia                      | Note albo |
| -- | ------------------------ | ------------ | --------- | -------------------------------- | --------- |
| 1  | ?                        |              |           |                                  |           |
| 2  | ?                        |              |           |                                  |           |
| 3  | The Amazing Spider-Man   | Leo Ortolani | 1         |                                  |           |
| 3  | Supermen                 | Leo Ortolani | 10        |                                  |           |
| 4  | The Uncanny X-Men        | Leo Ortolani | 1         |                                  |           |
| 4  | Tòpin! The Wonder Mouse! | Leo Ortolani | 7         | Fa parte della serie di Rat-Man. |           |